# Robin Reese
Robin Reese es una actor alemán de televisión, cine y teatro. Con tan sólo 28 años estrena en agosto de 2024, como protagonista, el mediometraje español "La verbena". La verbena dirigido por Rubén Sánchez y protagonizada por Gabriel d'Almeida, Robin Reese e Aida Quintana.

## Filmografía
| Cine y televisión | Cine y televisión | Cine y televisión |
| Año               | Título            | Personaje         |
| ----------------- | ----------------- | ----------------- |
| 2024              | La verbena        | Mark              |